# Disney Twisted-Wonderland
Disney Twisted-Wonderland (ツイステッドワンダーランド Dizunī Tsuisuteddo Wandārando?) es un videojuego móvil japonés creado por Aniplex y Walt Disney Japan. La creadora de Black Butler, Yana Toboso, está a cargo del plan original, el guion principal y el diseño de personajes, los cuales están inspirados en los villanos de Disney de varias franquicias. El 20 de enero de 2022 se publicó una localización oficial en inglés en Estados Unidos y Canadá.
El videojuego generó una serie de manga inspirada en él, y una serie de anime basada en el propio manga.

## Jugabilidad
El género de Disney Twisted-Wonderland se describe como un "Villains Academy ADV (juego de aventuras)". Se describe que tiene un "sistema de juego básico" que consta de tres elementos principales: lecciones, historias y pruebas.
Twisted-Wonderland opera con un modelo de juego gacha que permite a los jugadores obtener nuevos personajes al azar gastando la moneda del juego, Magic Gems. Los personajes que obtienen los jugadores pueden subir de nivel al hacer que asistan a "Lecciones". Los jugadores pueden probar la fuerza de sus personajes a través de pruebas (disponibles diariamente) o exámenes (disponibles periódicamente). Los jugadores colocan a sus personajes en batalla para sumar puntos según la fuerza de su equipo. Luego, los jugadores logran un rango según su puntaje, y los rangos más altos otorgan mayores recompensas.
El 30 de mayo de 2022 se introdujo en la versión japonesa del juego una nueva función del sistema llamada Habitación de invitados. Permite a los jugadores personalizar y disfrutar libremente de la "Habitación de invitados" del dormitorio Ramshackle, mientras invitan a sus personajes favoritos a visitarla.

## Argumento
Yuu, cuyo nombre también puede ser elegido por el jugador, es convocado a otro mundo por un espejo mágico y llega a una escuela mágica, Night Raven College. El personaje principal es acogido por el director de la escuela y se familiariza con los mejores estudiantes de la escuela, cada uno en siete dormitorios diferentes (cada uno basado en un villano de Disney diferente), mientras busca un camino a casa.

### Prólogo: Bienvenidos al mundo de los villanos
El jugador es convocado a otro mundo por un espejo mágico y llega a la escuela de entrenamiento mágico, Night Raven College. El jugador no recuerda cómo fue convocado allí y no puede regresar a su mundo original. A través de las travesuras de un monstruo mágico felino que escupe fuego llamado Grim, el jugador recibe una pequeña demostración de las habilidades que poseen algunas personas en este nuevo mundo.
Como no tiene otro lugar a donde ir, el jugador se ve obligado a quedarse en el Night Raven College y actuar como chico de los recados hasta que el director de la escuela, el director Crowley, pueda encontrar una manera de enviarlo a casa. El director Crowley gentilmente les permite vivir en el dormitorio embrujado y destartalado en el borde del campus, ahora llamado el dormitorio destartalado.
Grim y el jugador se encuentran con los alborotadores Ace Trappola y Deuce Spade, y rompen un costoso candelabro mágico durante una pelea, lo que hace que se les ordene abandonar la escuela. Sin embargo, se les dice que si emprenden una misión para recuperar una fuente mágica de reemplazo para el candelabro para corregir su error, se les anulará su prohibición. Visitan una mina abandonada para encontrar una y son atacados por un monstruo cubierto de una sustancia similar a la tinta llamada "Overblot".
Los cuatro luchan contra el monstruo y el jugador descubre que pueden hacer que estudiantes que normalmente no cooperan trabajen juntos. Como estos talentos serían de gran ayuda para Night Raven College, lleno de estudiantes testarudos que no están dispuestos a trabajar en equipo, Crowley le pide al jugador que se convierta en co-alumno de la escuela, compartiendo su lugar de inscripción con Grim.

### Libro 1: El tirano bermellón
La noche en que el jugador y Grim son admitidos en la escuela, Ace llega con un collar de sellado mágico en el cuello y pide pasar la noche allí. Cuando se le pregunta sobre la situación, Ace responde que enfureció a su mayordomo, Riddle Rosehearts, al comer tartas que estaban destinadas a un evento desconocido y que, como castigo, le pusieron un collar. Se queja de la larga lista de reglas que deben seguir en su dormitorio, la mayoría de las cuales parecen ser irrazonables. Promete disculparse con su mayordomo al día siguiente y se dirige al dormitorio Heartslabyul.
Ayudan a un estudiante de último año, Cater, a pintar algunas rosas blancas de rojo para que coincidan con las reglas del dormitorio. Él revela que, dado que no han venido con una tarta de disculpa, una regla que desconocían, aún no se les permite regresar al dormitorio. Se encuentran con otros problemas cuando Ace se mete en problemas con Riddle una vez más durante el almuerzo y ahora está atrapado con el collar por un período más largo. Reciben ayuda de otro miembro del dormitorio, Trey, un amigo de la infancia de Riddle y un talentoso panadero. Él los ayuda a hornear una tarta de disculpa de castañas.
El jugador, Grim, Ace, Deuce, Cater y Trey ayudan a llevar la tarta grande a Riddle, y se revela que la fiesta a la que estaban destinadas las tartas originales que Ace comió era la fiesta de no cumpleaños que ahora está sucediendo. Le presentan la tarta a Riddle, quien declara enojado que han roto la regla 562 del dormitorio: "nunca lleves una tarta de castañas a una fiesta de no cumpleaños". Luego, Riddle también les pone un collar a Deuce y Grim, y una vez más los expulsan del dormitorio. Ace decide desafiar a Riddle por el puesto de líder del dormitorio y pierde. El uso excesivo de collares que bloquean la magia por parte de Riddle hace que varios de los miembros de su dormitorio se pronuncien en contra de sus duros castigos.
Debido a la frustración que genera que la gente no siga las reglas de su dormitorio, Riddle usa demasiada magia y se convierte en un monstruo Overblot, como el que el jugador encontró en las minas durante el prólogo. Crowley explica que esto es lo que les sucede a los magos cuando usan demasiada magia y el producto de desecho sobrante, Blot, se acumula en exceso, y el personaje del jugador tiene que derrotar a Riddle antes de que destruya el dormitorio.
Riddle se disculpa por ser tan estricto con las reglas y admite que él mismo no quiere seguirlas. Organizan una segunda fiesta de no cumpleaños a pedido de Ace, y el jugador, Grim y los estudiantes de Heartslabyul pintan el resto de las rosas blancas de rojo juntos, y Riddle decide no seguir todas las reglas del dormitorio tan rígidamente como lo había hecho anteriormente.

### Libro 2: El usurpador de las tierras salvajes
El jugador se entera de que se llevará a cabo en la escuela un torneo televisado entre dormitorios para el deporte de "Magical Shift" (rebautizado como "Spelldrive" en la versión en inglés). Grim desea participar, pero el deporte requiere un equipo de siete personas y el dormitorio de Ramshackle solo tiene tres. Una serie de misteriosos "accidentes" que causan lesiones a jugadores excepcionales en el deporte, incluido Trey y un accidente cercano con Riddle, hacen que los dos, junto con Ace, Deuce y Cater, investiguen.
Visitan el dormitorio de Savanaclaw para advertir a Jack Howl, un hábil jugador de Magical Shift, que puede ser el objetivo de un "accidente", pero se niega a ayudar y el grupo se ve obligado a participar en una ronda del deporte por la Guardiana de la Casa, Leona Kingscholar, que pierden. Esa noche, Jack se da cuenta de que son Leona y Ruggie los que causan los accidentes utilizando la habilidad de Ruggie para obligar a las personas a reflejar sus propias acciones. Critica a Leona por su deshonestidad. Mientras tanto, el jugador se encuentra con un estudiante de Diasomnia con cuernos fuera de Ramshackle, que se va sin presentarse. Grim lo llama "Hornton". Al día siguiente, el grupo se da cuenta de que las lesiones son causadas por la magia de Ruggie. Jack se une al grupo para confrontarlo y decide que quiere ayudar.
En el torneo, Ruggie provoca una estampida usando su habilidad en un intento de eliminar a Malleus Draconia, el Guardián de la Casa Diasomnia y el jugador más hábil de Night Raven, de la competencia. Sin embargo, Cater y los estudiantes de Diasomnia lo descubren usando un truco. Leona se da por vencida y se niega a jugar para su dormitorio, alegando que jugar es inútil si Malleus está involucrado, ya que de todos modos están destinados a perder. Las burlas continuas sobre su voluntad débil hacen que Leona se sobreescriba, y el jugador y los estudiantes de Heartslabyul trabajan juntos para derrotarlo.
El torneo sigue adelante, y todos los estudiantes de los dormitorios insisten en que Savanaclaw pueda participar a pesar de haber hecho trampa para poder intentar vengarse a través del juego. El jugador, Grim, Ace, Deuce, Jack y los fantasmas del dormitorio Ramshackle juegan un partido de exhibición especial contra Savanaclaw. El torneo finalmente lo gana Diasomnia, y los estudiantes de Savanaclaw deciden esforzarse más y jugar de manera justa el año que viene.

### Libro 3: El mercader de las profundidades
Se anuncian los resultados de los exámenes de fin de curso, y el jugador y Jack se muestran escépticos sobre cómo el trío de Grim, Ace y Deuce obtuvieron resultados decentes a pesar de su pereza. En ese momento, las anémonas de mar brotan de la parte superior de las cabezas de los tres, así como de otros estudiantes alrededor, y todos son arrastrados. Siguiendo a los tres, el jugador y Jack llegan al dormitorio Octavinelle. Se revela que todos ellos han hecho tratos mágicamente vinculantes con Azul Ashengrotto, la Housewarden, para obtener guías de revisión extremadamente útiles con la condición de que si no lograban superar un cierto rango en los resultados de toda la escuela usándolas, entonces se verían obligados a trabajar gratis en la cafetería del dormitorio, Monstro Lounge. El jugador firma un contrato propio con Azul para liberar a sus amigos a cambio de una foto del Príncipe Riel del museo en el Mar de Coral, y se ve obligado a ofrecer el dormitorio Ramshackle como garantía. Esto los deja sin hogar y son acogidos por Savanaclaw, quien a su vez los ayuda a derrotar a Azul.

### Libro 4: El intrigante de las arenas hirvientes
A medida que comienzan las vacaciones, los estudiantes de Night Raven College regresan a casa para las vacaciones de invierno. Sin un lugar al que regresar, el jugador y Grim permanecen en la escuela donde Crowley les pide que vigilen el sistema de calefacción de la escuela. Un día, atraído por el delicioso olor que viene de la cocina de la escuela, el jugador encuentra a Jamil, el vicedirector del dormitorio de Scarabia, cocinando. Jamil le dice al jugador y a Grim que el dormitorio de Scarabia recibió malos resultados en los exámenes finales y, por lo tanto, se quedó en la escuela durante las vacaciones para estudiar. Jamil invita al jugador a ir a Scarabia, donde se encuentran con tensiones entre el director de la casa y el vicedirector.

### Libro 5: Una bella tirana
El nuevo semestre ha comenzado y el jugador, que se ha acostumbrado a su vida diaria, se sorprende de que la Feria Cultural de la Academia Nacional Arcana se esté llevando a cabo en la escuela. Se animó a los estudiantes a audicionar para el evento principal de la feria, el "Campeonato de Canto y Baile", y Ace, Deuce y Grim estaban decididos a ser elegidos con el objetivo de ganar el gran premio. Kalim y Jamil les enseñaron a bailar y aprobaron la audición celebrada en Pomefiore. Junto con Vil y los demás, participan en un entrenamiento intensivo para ganar el campeonato.

### Libro 6: El guardián del inframundo
El jugador es atacado por Grim, quien repentinamente perdió el control, y consulta con Ace y Deuce para buscarlo juntos. Unos días después, los miembros que participaron en el VDC son reunidos por Vil en el dormitorio Ramshackle. Vil se disculpa con Ace y los demás por lo que sucedió en el VDC y los compensa. Mientras tanto, un misterioso grupo armado invade la escuela y secuestra a Vil, Jamil, Riddle, Leona, Azul, Crowley y Grim. Resulta que el grupo armado es una fuerza de seguridad mágica especial llamada "Charon" propiedad de la misteriosa organización no gubernamental "STYX", e Idia, quien era la heredera de la familia Shroud, es la directora interina de STYX.

### Libro 7: Gobernante del abismo
Es hora de que los estudiantes de tercer año decidan su camino final. Esta ceremonia de elección ha llevado a los estudiantes de tercer año a descubrir que Lilia abandonará el Colegio Cuervo Nocturno debido a su falta de magia. Esta verdad deja a Malleus devastado. Aun así, Lilia propone que organice una fiesta de despedida para animar a todos antes de irse.
El jugador ha tenido sueños con la extraña persona conocida como Mickey. Transmiten esta información a sus amigos de primer año, Ortho Shroud se une al grupo a raíz de los acontecimientos recientes. Ortho es capaz de descifrar la posibilidad de la aparición de Mickey en el espejo de la habitación del jugador y obtienen una pista sobre el asunto. Deciden intentar atrapar a Mickey y planificarlo más tarde en la noche. Mientras se lleva a cabo esta interacción, Malleus inconscientemente usa su magia mientras habla con Lilia sobre su fiesta de despedida.

## Desarrollo
Aniplex anunció que estaban produciendo el juego en colaboración con Walt Disney Japan en el AnimeJapan de 2019. Yana Toboso, el creador de Black Butler, fue acreditado por el concepto, el escenario y los diseños de personajes.
Disney Twisted-Wonderland se lanzó oficialmente para jugar en Android e iOS en Japón el 18 de marzo de 2020. La película de apertura del juego está animada por Troyca y la canción principal, "Piece of my world", fue interpretada por Night Ravens.

## Otros medios

### Manga
Una adaptación al manga, titulada Disney Twisted-Wonderland the Comic: Episode of Heartslabyul, escrita por Wakana Hazuki e ilustrada por Sumire Kowono, se serializó en la revista Monthly G Fantasy de Square Enix del 18 de marzo de 2021, al 18 de octubre de 2022. Se recopiló en cuatro volúmenes tankōbon desde septiembre de 2021 hasta diciembre de 2022. El manga está licenciado en inglés por Viz Media.
Una segunda adaptación al manga, titulada Disney Twisted-Wonderland the Comic: Episode of Savanaclaw, escrita e ilustrada por Suzuka Oda, comenzó a serializarse en la misma revista el 18 de diciembre de 2022.
Una tercera adaptación al manga, titulada Disney Twisted-Wonderland the Comic: Episode of Octavinelle, nuevamente escrita por Hazuki e ilustrada por Kowono, comenzó a serializarse en Monthly G Fantasy el 18 de agosto de 2023.

### Novela
La primera adaptación de la novela, Disney Twisted-Wonderland: Rose- Red Tyrant (ディズニー ツイステッドワンダーランド EPISODE1 真紅の暴君 Disney Twisted-Wonderland Episode 1: Shinku no Bōkun?), escrita por Jun Hioki, se publicó el 18 de marzo de 2022. La novela también tiene licencia en inglés de Viz Media.
La segunda adaptación, Disney Twisted-Wonderland Episode 2: Kōya no gyaku-sha (El usurpador de las tierras salvajes), también escrita por Jun Hioki, se estrenó el 25 de agosto de 2023.

### Anime
En octubre de 2021, se anunció una adaptación al anime. La serie ONA, titulada Disney Twisted-Wonderland the Animation, será producida por Yumeta Company y Graphinica y dirigida por Shin Katagai, con Takahiro Natori como director en jefe y supervisando los guiones de la serie, Yoichi Kato escribiendo los guiones y Hanaka Nakano y Akane Satō diseñando los personajes. Constará de tres temporadas que adaptarán la serie de manga y se transmitirán en Disney+, y la primera se estrenará en octubre de 2025.

## Recepción
El juego ha recibido aproximadamente 1 millón de usuarios tras haber descargado el juego tras su lanzamiento.